# Iwan Fjodorowitsch Schponjka und sein Tantchen
Iwan Fjodorowitsch Schponjka und sein Tantchen, auch Iwan Fjodorowitsch Schponjka und seine Tante (russisch Иван Фёдорович Шпонька и его тётушка, Iwan Fjodorowitsch Schponka i jewo tjotuschka), ist eine Erzählung des russischen Schriftstellers Nikolai Gogol, die 1831 entstand und 1832 erschien. Das Fragment wurde in den zweiten Teil der Abende auf dem Weiler bei Dikanka aufgenommen.

## Handlung
Iwan Fjodorowitsch Schponjka wuchs in seinem Vorwerk Wytrebjonka bei Gadjatsch auf. Nach dem Tod des Vaters diente er sich im P…schen Infanterieregiment zum Unterleutnant hoch, quittierte nach dem Tod der Mutter den Dienst und ging, inzwischen 38 Jahre alt, als Leutnant a. D. nach Wytrebjonka zurück. Auf der zweiwöchigen Heimreise begegnete er seinem Gutsnachbarn Grigory Grigorjewitsch Stortschenko. Dieser wohnte in dem knapp fünf Werst von Wytrebjonka entfernten Dorf Chortyschtsche.
Daheim herrschte das um die 50-jährige ledige Tantchen Wassilissa Kaschporowna unter dem Schilfdach des Vorwerks über achtzehn Seelen. Gogol schreibt, es könnten auch vierundzwanzig gewesen sein.
Tantchen setzt Iwan ins Bild. Zu Lebzeiten seiner Eltern wurde, besonders bei Abwesenheit des Vaters, die Mutter von ihrem Hausfreund Stepan Kusmitsch aufgesucht. Letzterer war es auch gewesen, der Iwan per Urkunde Land hinterm Vorwerk geschenkt hatte. Stortschenko, dieser „dickwanstige Schelm“, habe das Dokument in Verwahrung.
Iwan fährt nach Chortyschtsche und fragt nach der Urkunde. Stortschenko stellt sich taub. Iwan zieht unverrichteter Dinge ab. Zu Hause fragt Tantchen Iwan aus. Die Befragung ergibt, Iwan hat die neunzehn Jahre junge blonde Schwester Stortschenkos wohl bemerkt.
Tantchen hat einen Plan. Sie fährt mit Iwan nach Chortyschtsche. Iwan wird dort mit Maschenka, so heißt das ledige Mädchen, ein Weilchen alleingelassen. Eine erquickliche Konversation will zwischen den beiden nicht in Gang kommen. Trotzdem beharrt Tantchen auf ihrem Plan. Iwan soll Maschenka heiraten und das Problem mit der Besitzurkunde wäre gelöst. Eine Verheiratung kann sich Iwan partout nicht vorstellen. Undenkbar – dann müsste er ja mit seiner Frau rund um die Uhr zusammen sein. Tantchen kann so viel Kindlichkeit nicht fassen.
Wie die Geschichte weitergeht, will der anonyme Ich-Erzähler, der die Story von einem gewissen Stepan Iwanowitsch Kurotschka aus Gadjatsch haben will, in einer Fortsetzung nachreichen. Gogol hat uns diese anscheinend nicht überliefert.

## Verwendete Ausgabe
- Iwan Fjodorowitsch Schponjka und sein Tantchen. Deutsch von Johannes von Guenther. S. 367–407 in Johannes von Guenther (Hrsg.): Nikolai Gogol: Gesammelte Werke. Band I.  Aufbau-Verlag, Berlin 1952

## Anmerkung
1. ↑  Seelen = leibeigene Bauern